# 丸亀バスセンター
丸亀バスセンター（まるがめバスセンター）は、香川県丸亀市土器町北1丁目にあった高速バス専用のバス停留所（バスターミナル）。四国高速バスが同社の丸亀営業所に併設して整備したものだったが、2009年4月1日よりバスセンター機能は廃止となり、バス乗降の取り扱いはなくなる。その後、2014年初までには営業所自体も閉鎖された。バス駐車場の一部が現在は琴参バス丸亀営業所のバス駐車場として使用している。
チケットカウンターの営業時間は、7:00 - 19:00であった。

## 過去の主な発着路線
各路線とも四国高速バスと他社との共同運行便。路線の詳細は各路線記事を参照のこと。
- 大阪行き「さぬきエクスプレス大阪」「さぬきエクスプレス号」「高松エクスプレス大阪号」（阪急バス・JR四国バス・西日本JRバスと共同運行）
- 神戸行き「さぬきエクスプレス神戸」「ハーバーライナー」「高松エクスプレス神戸号」（神姫バス・JR四国バス・西日本JRバスと共同運行）
- 関西空港行き「関西空港リムジン」（関西空港交通・南海バスと共同運行）
- 名古屋行き「さぬきエクスプレス名古屋」（名鉄バスと共同運行）
- 横浜・新宿・八王子行き「ハローブリッジ号」（西東京バスと共同運行）
- 福岡行き「さぬきエクスプレス福岡」（西鉄高速バスと共同運行）

## 周辺
さぬき浜街道北側の臨海部にある工業団地の一角に所在しており、周辺は工場が並ぶ。83台分の駐車場を備えていた。
- 四国新聞社西讃支社
- 香川県立丸亀病院
※ JR予讃線丸亀駅と宇多津駅のほぼ中間（宇多津駅から約900m）の位置になる。
※ 一般路線バスの最寄りバス停は琴参バス（丸亀コミュニティバス）「新聞放送会館前」バス停（ただし1日6往復のみ）。